# Théorie des choix publics
La théorie des choix publics, appelée aussi théorie des choix collectifs, est une théorie économique sur le rôle de l'État et le comportement politique des électeurs, des élus, des fonctionnaires et des groupes d'intérêts. Elle s'appuie sur une série de postulats empruntés à l'économie néoclassique (notamment celui de l'individualisme méthodologique et du choix rationnel) pour l'appliquer à la science politique : les décisions politiques ne résulteraient que de la somme de décisions individuelles, prises dans leur propre intérêt personnel par leurs auteurs. Alternativement qualifié de « théorie », d'« école » ou de « courant » de la pensée, le terme Public Choice apparu dans les années 1960, fait originellement référence à ce programme de recherche dont le texte fondateur est The Calculus of Consent publié en 1962 par James M. Buchanan (« Prix Nobel » d'économie 1986) et Gordon Tullock.
La politique y est expliquée à l'aide des outils développés par la microéconomie. Les hommes politiques et fonctionnaires se conduisent comme le feraient les consommateurs et producteurs de la théorie économique, dans un contexte institutionnel différent :  entre autres différences, l'argent en cause n'est généralement pas le leur (cf. le problème principal-agent). La motivation du personnel politique est de maximiser son propre intérêt, ce qui inclut l'intérêt collectif (du moins, tel qu'ils peuvent le concevoir), mais pas seulement. Ainsi, les hommes politiques souhaitent maximiser leurs chances d'être élus ou réélus, et les fonctionnaires souhaitent maximiser leur utilité (revenu, pouvoir, etc.) 
Par ailleurs, les biais cognitifs et émotionnels propres à l'économie comportementale que l'on constate au niveau du marché se retrouvent aussi au niveau des décisions publiques, bien que ces biais soient moins soumis à des mécanismes auto-correcteurs naturels.

## Racines et développement
L'économiste suédois Knut Wicksell (1896) voit l'action gouvernementale comme un échange politique, un quid pro quo fondé sur la recherche de bénéfices basée sur un arbitrage entre dépenses publiques et taxes,,
Si certains économistes basent leur analyse sur l'hypothèse que le gouvernement cherche à maximiser une sorte de fonction du bien-être distincte des caractéristiques des agents économiques l'école des choix publics considère que le gouvernement est constitué d'officiels qui poursuivent, outre l'intérêt public, des intérêts plus personnels. Par exemple, pour Niskanen et Tullock, la bureaucratie aura tendance à essayer de maximiser son budget, au détriment de l'efficience,.
Duncan Black est parfois appelé « Le père fondateur des choix publics » (« the founding father of public choice »), à cause d'une série d'articles publiés à partir de 1948 dont l'important The Theory of Committees and Elections (1958). Plus tard, Black a ébauché un programme d'unification visant à une "Théorie des choix économiques et politiques plus générale basée sur des méthodes formelles communes. Black a développé les concepts de ce qui devait devenir la théorie de l'électeur médian et redécouvert des théories du vote antérieures,,.
Le livre de Kenneth J. Arrow  Social Choice and Individual Values (1951) a influencé la formulation de la théorie. Il en va de même pour le livre d'Anthony Downs (1957), An Economic Theory of Democracy, et pour celui de Mancur Olson (1965), Logique de l'action collective.
Le livre de James M. Buchanan et Gordon Tullock The Calculus of Consent: Logical Foundations of Constitutional Democracy (1962) est considéré comme une étape importante des choix publics. Dans la préface, les auteurs indiquent que le livre traite de l'organisation publique d'une société libre. Au niveau de la méthodologie, ses appareils conceptuel et analytique « sont dérivés essentiellement de la discipline qui a pour objet l'organisation économique d'une telle société » (« are derived, essentially, from the discipline that has as its subject the economic organization of such a society » - 1962, p. v).
Quelque temps plus tard, la théorie probabiliste développée par Peter Coughlin a commencé à remplacer la théorie de l'électeur médian en montrant comment arriver à un équilibre de Nash dans un espace multidimensionnel.

## Application
La théorie des choix publics est utilisée comme un outil idéologique pour justifier du démantèlement ou de la suppression de services publics,.

## Défaillance de l'État
Une des conclusions de la théorie des choix publics développée notamment par Anthony Downs est que les démocraties produisent moins de « bonnes » décisions que l'optimum, en raison de l'ignorance et de l'indifférence rationnelles des électeurs. En effet, aucun électeur singulier ne peut s'attendre à ce que sa voix ait un poids sensible sur le résultat des élections, tandis que l'effort nécessaire pour s'informer afin de voter en toute connaissance est, lui, considérable. Ainsi, le choix rationnel de l'électeur est de rester dans l'ignorance, voire de s'abstenir (les experts parlent de l'irrationalité du vote). La théorie explique ainsi l'ignorance massive du corps électoral, a fortiori le taux d'abstention généralement constaté.
Les bonnes décisions politiques peuvent être considérées comme un bien public pour la plupart des électeurs, puisqu'ils en bénéficient quoi qu'ils fassent, et qu'ils n'en privent personne d'autre. Cependant, il existe un grand nombre de factions ou d'intérêts particuliers qui pourraient tirer un avantage en obligeant le gouvernement à adopter des décisions généralement nuisibles, mais profitables pour eux. Par exemple, les industriels du textile peuvent avoir intérêt à faire interdire les importations à bas prix, ce qui leur permettrait d'obtenir une rente. Le coût d'une telle mesure protectionniste se retrouve diffusé dans l'ensemble de la population, et le préjudice subi par chaque électeur est invisible tellement il est minime. Les bénéfices, eux, sont partagés par une petite minorité, dont la préoccupation majeure devient alors de faire perdurer ce type de décision. 
De même, une théorie de l'illusion fiscale peut expliquer les écarts entre ce que la théorie économique peut connaître des effets réels des politiques économiques et l'idée, presque toujours fausse, qu'en présente le débat public. À sa base : la violence essentielle de la redistribution politique, qui fausse la perception de sa nature et de ses effets, tant pour les décideurs que pour leurs victimes. 
La théorie des choix publics explique ainsi que de nombreuses décisions nuisibles à la majorité seront prises quand même. Elle parle de « défaillance de l'État », comme miroir de l'expression « défaillance du marché » couramment employée en économie publique.

## Explication des politiques de conjoncture
Dans le contexte des années 1970 (arbitrage inflation-chômage), l'économiste américain William D. Nordhaus cherche à prévoir quel type de politiques conjoncturelles seront choisies dans un système démocratique stylisé, en fonction du cycle électoral : à l'approche des élections, les gouvernements sont tentés de créer de l'inflation (pour faire baisser le niveau du chômage à court terme, et remporter ainsi les élections) qu'ils combattent ensuite.
Nordhaus conclut que les systèmes démocratiques vont choisir à long terme une politique de moindre chômage et de plus grande inflation que le niveau optimal, liée au cycle électoral.
Ce modèle pourrait aussi s'appliquer directement à d'autres problèmes de choix, comme l'investissement public, ou à des politiques de balance des paiements.

### Hypothèses
1. L'électeur a des préférences politiques (base idéologique, impacts de questions non économiques, etc.), mais il module son vote en fonction des résultats des politiques économiques, spécialement en matière de chômage et d'inflation. Graphiquement, sur un espace à deux axes (horizontalement le chômage, verticalement l'inflation), cela permet de tracer des courbes d'isovote, chacune représentant la combinaison politique apportant un même résultat au parti de gouvernement. Si on suppose, comme il semble raisonnable, que l'électeur préfère peu de chômage et peu d'inflation, on obtient une série de courbes isovotes monotones décroissantes, et plus une courbe est proche de l'origine (inflation et chômage bas), plus le parti recueille de suffrages.
2. L'électeur ne dispose que d'informations insuffisantes sur l'état de l'économie, sur les options ouvertes aux décideurs publics et leurs conséquences, etc. Il ignore, en particulier, au prix de quelles conséquences fâcheuses dans le futur a pu être obtenu un résultat qui semble bon aujourd'hui.
3. Les partis ne cherchent pour leur part qu'à engranger le plus grand nombre possible de voix pour battre leurs rivaux lors des prochaines élections. Pour cela, ils essaient d'atteindre la courbe d'isovote la plus proche possible de zéro, mais ils sont contraints par les possibilités d'arbitrage dictées par l'économie.
4. Ces possibilités économiques sont représentées dans le même plan (chômage, inflation : le même que pour les courbes d'isovotes), par des courbes de Phillips de court terme (Si) et de long terme (LL)[16]. Ces courbes sont des constructions théoriques : à chaque période, on ne peut mesurer que la situation réelle du chômage et de l'inflation, ce qui complique le débat : la forme de la courbe (voire son existence !) reste contestable.
5. Pour Mamadou Koulibaly, le préalable réside dans la pluralité des offres politiques. Le monopole d'un parti, quelles qu'en soient les intentions, a les mêmes effets que tout autre monopole : l'abus de position dominante, la préférence pour les politiques favorables à sa pérennisation. Ce préalable n'est usuellement pas évoqué car la plupart des auteurs de la théorie des choix publics, vivent dans les pays où cette pluralité est une évidence. L'auteur ivoirien a souligné cette nécessité parce qu'il subissait alors (1992) le monopole du PDCI, le parti d'Houphouët-Boigny[réf. nécessaire].

### Conséquences: équilibres de court terme et de long terme
La courbe économique de long terme sera d'autant plus éloignée de l'origine (donc électoralement mauvaise) qu'on aura baissé artificiellement la courbe de court terme (donc électoralement bonne) ; mais, à l'inverse, il est électoralement rentable de déformer la courbe de court terme pour se rapprocher d'une courbe d'isovote qui permet d'être élu, même si cela a pour effet de dégrader la courbe de long terme. 

### Cycle politique
Si on ajoute une autre hypothèse, selon laquelle les électeurs se rappellent de moins en moins les événements passés, et que l'État dispose de moyens pour déplacer, dans une certaine mesure, les bonnes et les mauvaises périodes, alors le programme de maximisation montre que le cycle politique va prendre la forme suivante : 
« Immédiatement après l'élection, le gagnant augmentera le chômage jusqu'à un niveau assez élevé afin de combattre l'inflation. À l'approche des élections, le niveau de chômage sera abaissé jusqu'à atteindre un taux qui ne tiendra aucun compte des conséquences inflationnistes à venir. »
Ce comportement de maximisation conduit à une évolution en dents de scie des taux de chômage et d'inflation. Dans tous les cas, les partis cherchent à s'attribuer les mérites de ce qui va bien et à se défausser des ennuis sur d'autres (étrangers, partie de la population qui ne vote/votera pas pour lui, secteur privé, gouvernement précédent, etc.)
Une étude de la Réserve fédérale des États-Unis de 2021 montre, sur des données recouvrant plusieurs décennies, que les décideurs publics évitent en effet d'augmenter les impôts les années d'élection.